# Jimmy Mulisa
Jimmy Mulisa (Kigali, 3 aprile 1984) è un allenatore di calcio ed ex calciatore ruandese, di ruolo attaccante.

## Caratteristiche tecniche
Trequartista, poteva essere impiegato anche come ala.

## Carriera

### Giocatore

#### Club
Comincia a giocare nell'ITI Ltd. Nel 2001 passa all'H.A.L.. Nel 2002 si trasferisce all'APR. Nel gennaio 2005 viene acquistato dall'Hải Phòng. Nell'estate 2005 si trasferisce al Mons. Nel gennaio 2006 passa in prestito al Malines. Nell'estate 2006 viene acquistato dal Tournai. Nel 2007 passa al VW Hamme. Nel 2008 si trasferisce al Roeselare. Nel gennaio 2009 viene ceduto in prestito al KSK Beveren. Tornato al Roeselare, nel gennaio 2010 viene ceduto al Ceahlăul. Al termine della stagione passa al Shahter Qaraǵandy. Nel 2011 gioca al Vostok Óskemen. Nel 2012, dopo aver giocato per l'Osotspa Saraburi, si trasferisce al Tubize-Braine. Nel 2013 viene acquistato dal Berchem. Nel 2014 passa al Terengganu FC II.

#### Nazionale
Ha debuttato in Nazionale il 15 novembre 2003, in Namibia-Ruanda (1-1), in cui ha sostituito João Elias al minuto 73. Ha messo a segno la sua prima rete con la maglia della Nazionale il 19 giugno 2004, in Ruanda-Gabon (3-1), in cui ha siglato al minuto 27 la rete del momentaneo 2-1. Ha collezionato in totale, con la maglia della Nazionale, 17 presenze e due reti.

### Allenatore
Il 18 agosto 2016 è stato nominato commissario tecnico ad interim della Nazionale ruandese. Mantiene l'incarico fino alla nomina del nuovo commissario tecnico, Antoine Hey.

## Palmarès

### Giocatore

#### Club

##### Competizioni nazionali
- Campionato di calcio del Ruanda: 1

APR: 2003
- Rwandan Cup: 1

APR: 2002